# Chiñi Mayu
Chiñi Mayu (quechua chiñi fladdermöss, mayu flod, också Chini Mayu, Chiñimayo) är ett vattendrag i Bolivia.   Det ligger i departementet Chuquisaca, i den södra delen av landet, 170 km söder om huvudstaden Sucre.